# Betlémská hvězda
Betlémská hvězda je biblický pojem známý z Matoušova evangelia, v němž je popsán příběh mudrců (v originále mágů) z východu (lidově Tří králů), kteří se s pomocí „hvězdy nového židovského krále“ dostavili do Betléma v Judeji, aby se poklonili malému Ježíškovi a předali mu své dary. Betlémská hvězda je tak spojena se symbolikou Vánoc.

## Zmínky v Bibli
Podle Matoušova evangelia, kap. 2 verš 2, se mudrci od východu v Jeruzalémě ptali krále Heroda: „Kde je ten narozený král Židů? Viděli jsme na východě jeho hvězdu a přišli jsme se mu poklonit.“ Poté, podle verše 7, Herodes tajně povolal mudrce a podrobně se jich vyptal na čas, kdy se hvězda ukázala. Mudrcům nařídil, aby se vydali do Betléma, našli dítě a vrátili se zpět Herodovi podat zprávu.
| „                        | Když krále vyslechli, vydali se na cestu. A hle, hvězda, kterou viděli na východě, šla před nimi, až se zastavila nad místem, kde bylo dítě. Jakmile uviděli hvězdu, zaradovali se nevýslovnou radostí. | “ |
| — Mt 2, 9–10 (Kral, ČEP) | |   |

## Vysvětlení Betlémské hvězdy

### Astronomická vysvětlení

#### Konjunkce planet
Většina astronomů se přiklání k názoru, že biblický úkaz souvisí s konjunkcemi v r. 2, v r. 7 a v letech 10–12 před n .l., nebo se zákrytem Jupitera Měsícem dne 17. dubna r. 6 př. n. l. Nejčastěji je uvažována konjunkce Jupitera a Saturna v souhvězdí Ryb v r. 7 před n. l. Tyto konjunkce se opakují v 19letém cyklu. Tato byla však výjimečná tím, že byla trojnásobná a trvala téměř celý rok.

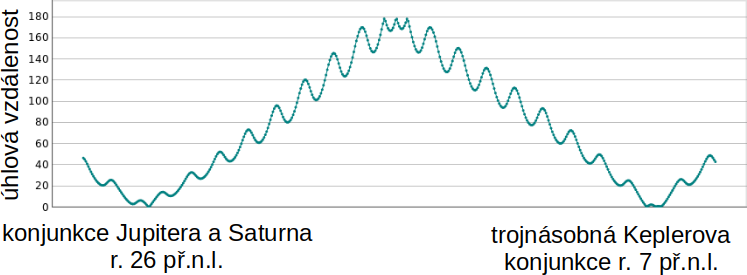
Konjunkce Jupitera a Saturna se objevují jednou za 19 let. U Keplerovy konjunkce bylo mimořádné, že byla trojnásobná, trvala téměř rok a objevila právě na přelomu 19letého cyklu babylonského kalendáře.

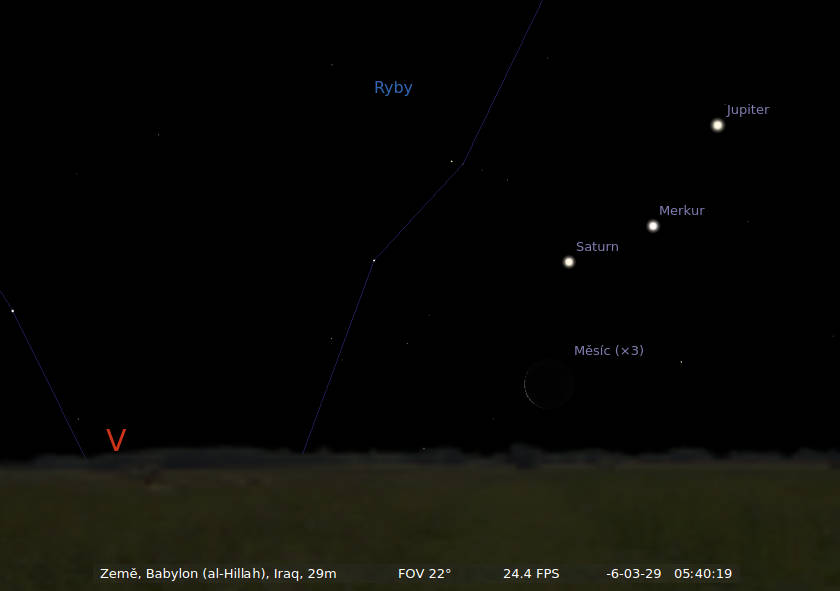
Konjunkce Jupitera, Saturnu, Měsíce a Merkuru těsně před východem Slunce, která přeložena do hebrejských názvů planet přesně odpovídá otázce, kterou Tři králové kladou Herodovi: Král židovský zrozený.

I podle výpočtů Johanna Keplera, který 17. prosince 1630 pozoroval jinou konjunkci Jupitera a Saturna, se jednalo o opakovanou (trojitou) konjunkci Jupitera a Saturna v souhvězdí Ryb, která nastala v roce 7 př. n. l., a to koncem května, koncem září a navíc i počátkem prosince. Takový úkaz mohl být astrology své doby vykládán jako zrození židovského krále v Judei, protože Jupiter je planeta královská, Saturn symbolizoval Židy a souhvězdí Ryb symbolizovalo oblast dnešní Palestiny. Jeroným Klimeš v souvislosti s touto konjunkcí poukazuje na význam periodických konjunkcí s Měsícem a na hebrejské názvy planet: Jupiter (צדק) – spravedlivý [král], židovský název pro Saturn (שבתאי) je odvozen od slova šabat a Saturn byla vždy hvězda Židů, Měsíc v novu (מולד) – zrozený. Takže tato konjunkce doslova odpovídá otázce, kterou položili Tři králové králi Herodovi: „Kde je ten narozený král Židů?" Navíc v hebrejštině se řekne planeta "chodící hvězda" (כוכב לכת). I to odpovídá Matoušovu popisu: "Hvězda šla před mágy".
Jinou verzi konjunkce jako Betlémské hvězdy uvádí R. W. Sinnott. Velmi těsná konjunkce Jupiteru a Venuše, k níž došlo 17. června roku dva před naším letopočtem způsobila, že obě planety společně vytvořily úkaz připomínající velmi jasnou hvězdu. S ohledem na ostatní historická fakta je však tato možnost považována za méně věrohodnou. Zajímavá je v této souvislosti také informace, že se v srpnu v roce 0 astronomického systému překryly v linii všechny tehdy známé planety v souhvězdí Lva.

#### Kometa
Jako kometu zobrazil Betlémskou hvězdu do vánoční scény poprvé zřejmě italský malíř Giotto di Bondone (1267–1337), a to v roce 1304. Učinil tak podle Halleyovy komety, která byla pozorovatelná jako velmi nápadný úkaz na noční obloze v roce 1301. Odborníci nemohou vyloučit, že v době Kristova narození mohla být na noční obloze viditelná jiná kometa. Tuto teorii zastává například A. A. Borett (1983). Záznamy tehdejších hvězdářů ale nenaznačují, že by se v daném období na obloze objevila nějaká jasná vlasatice.
Proti nápadným úkazům ale hovoří fakt, že podle evangelia sv. Matouše si nikdo v Jeruzalémě nevšiml Betlémské hvězdy až do příchodu Tří králů, i když se hvězdy v antice běžně používaly pro určování času v noci. Proti teorii komety hovoří i fakt, že v antice byly komety považovány za zlověstná znamení.

#### Nova či supernova
Další možností je náhle vzplanuvší nova či supernova. Zastáncem této možnosti je například A. J. Morehouse (1978).

### Teologická vysvětlení
Teologické vysvětlení považuje betlémské světlo za součást zázraku dokazujícího narození Božího syna. Wolfgang Trilling se domnívá, že „evangelista zřejmě nemá na mysli astronomickou událost, nýbrž přímo zázračný, mimořádný úkaz. Něco takového by autor mohl sotva napsat po způsobu lidového vyprávění, kdyby myslel na konjunkci v souhvězdí Ryb. Řada badatelů je zajedno v tom, že se v tomto případě musíme vzdát spojitosti mezi astronomií a textem Písma." Betlémské světlo byla výzva k následování, kterou mágové přijali a nechali se jím dovést k narozenému Spasiteli.

## Jiná zázračná světla
V historii křesťanství byla zázračná světla zaznamenána často, například dle legendy při svržení těla Jana Nepomuckého do Vltavy. K nejznámějším patří Sluneční zázrak ve Fátimě z roku 1917.

## Výtvarné umění a tradice
Jako kometu zobrazil Betlémskou hvězdu do vánoční scény poprvé zřejmě italský malíř Giotto di Bondone (1267–1337), a to v roce 1304 na fresce Klanění pro padovskou kapli Scrovegni. Dílo bylo inspirováno úkazem Halleyovy komety v září 1301. Na jiných středověkých obrazech, například třeboňském Narození Páně, bývá Betlémská hvězda zobrazena mnohem nenápadnější.
Při vzniku tradice vyobrazení vánočního Betléma se ustálil i zvyk vyobrazení hvězdy, obvykle komety, nad scenérií betlémského chléva s jesličkami a Svatou rodinou.

## Ohlasy
Motiv hvězdy nebo hvězd ukazujících cestu se objevoval též v černošských spirituálech a gospelech, kde je často smíšen s motivy útěku z Egypta. V obou případech je zřejmá biblická inspirace.